# Аркадій Найдіч
Аркадій Найдіч (25 жовтня, 1985, Рига) — азербайджанський шахіст латиського походження, гросмейстер від 2001 року. До року 2015 представляв Німеччину.

## Життєпис

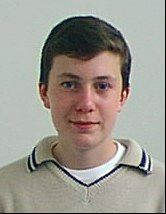
Аркадій Найдіч, Дортмунд 2001

1996 року його родина переїхала до Німеччини і оселилась у Дортмунді. 1997 року його тренером був Єжи Коніковський, a потім Ігор Глек. Співпрацював також з Артуром Юсуповим. Невдовзі його шаховий талант почав швидко розвиватися завдяки сприятливим умовам і допомозі Шахової федерації Німеччини. У 16 років став наймолодшим гросмейстером в історії німецьких шахів і потрапив до когорти провідних шахістів тієї країни.
У 2001 році зіграв у Дортмунді матч з Ельмірою Скрипченко, перемігши 7 — 3, а також поділив 1-ше місце на турнірі за швейцарською системою у Фюрті. Через рік святкував перемогу в Грісгаймі, Ессені та Бад-Цвестені. Зіграв також у Дортмунді матч з Яном Тімманом, який завершився внічию 4 — 4. 2003 року поділив 2-ге місце на турнірі Corus Chess–B у Вейк-ан-Зеє. У 2004 році записав до свого доробку перший значний успіх на елітному турнірі, поділивши 1-ше місце на Sparkassen Chess Meeting у Дортмунді (разом з Вішванатаном Анандом). 2005 року досягнув значного успіху, одноосібно перемігши на дуже сильному турнірі (перед, зокрема, Володимиром Крамником, Петером Леко, Веселином Топаловим і Майклом Адамсом), попри те що мав найнижчий рейтинг серед учасників і був теоретично найслабшим учасником. Тоді він став наймолодшим в історії тріумфатором а також першим німецьким шахістом, який переміг на традиційному елітному турнірі. Того самого року переміг на сильному посіяному турнірі зі швидких шахів Dutch Rapid Open у Влардингені. 2006 року посів 4-те місце на чемпіонаті Європи, який відбувся в Кудашасах. У 2007 році переміг на чемпіонаті Німеччини, який відбувся в Бад-Кенігсгофені, святкував перемогу також на сильному відкритому турнірі в Баку (перед Вадимом Малахатьком, Люком Ван Велі, Олексієм Федоровим, а також Найджелом Шортом). У 2009 році поділив 1-ше місце в Дайцизау (турнір Neckar-Open, разом з Фернандо Перальтою і Акселем Бахманном). 2010 року переміг у Монреалі. 2011 року здобув перемогу в Дайцизау. 2013 року поділив 1-ше місце (разом з Ріхардом Раппортом) на турнірі Tata Steel–B у Вейк-ан-Зеє. У 2014 році переміг на турнірі Zurich Christmas Open у Цюриху. 2015 року поділив 1-ше місце на турнірі 3rd GRENKE Chess Classic у Баден-Бадені (на дограванні поступився Магнусові Карлсену).
Неодноразово представляв Німеччину на командних змаганнях, зокрема,:
- чотири рази на шахових олімпіадах (2006, 2008, 2012, 2014)[7],
- на командному чемпіонаті світу (2013)[8],
- чотири рази на командних чемпіонатах Європи (2007, 2009, 2011, 2013); триразовий медаліст: разом з командою — золотий (2011) а також в особистому заліку — срібний (2013 — на першій шахівниці) і бронзовий (2011 — на першій шахівниці)[9].

1 квітня 2009 року став першим в історії німецьким шахістом, який подолав межу 2700 рейтингових пунктів. Найвищий рейтинг в кар'єрі дотепер мав станом на 1 грудня 2013 року, досягнувши 2737 пунктів, посідав тоді 18-те місце в світовій класифікації ФІДЕ), водночас посідав 1-ше місце серед німецьких шахістів.
У жовтні 2014 року Аркадій Найдіч одружився з ізраїльською шахісткою Юлієй Швайгер. 2015 року Аркадій поміняв федерацію з німецької на азербайджанську.

## Зміни рейтингу
| На цьому місці має відображатися графік чи діаграма, однак з технічних причин його відображення наразі вимкнено. Будь ласка, не видаляйте код, який викликає це повідомлення. Розробники вже працюють для того, щоби відновити штатне функціонування цього графіка або діаграми. | |
| | На цьому місці має відображатися графік чи діаграма, однак з технічних причин його відображення наразі вимкнено. Будь ласка, не видаляйте код, який викликає це повідомлення. Розробники вже працюють для того, щоби відновити штатне функціонування цього графіка або діаграми. |